# Dodonaea pinifolia
Dodonaea pinifolia är en kinesträdsväxtart som beskrevs av Friedrich Anton Wilhelm Miquel. Dodonaea pinifolia ingår i släktet Dodonaea och familjen kinesträdsväxter. Utöver nominatformen finns också underarten D. p. submutica.